# Adidas Uniforia
Adidas Uniforia fue el balón de fútbol oficial usado durante la Eurocopa 2020. Fue fabricado por la compañía alemana de equipamiento deportivo Adidas, y su nombre se origina debido a las palabras "Unidad" y "Euforia". Es una evolución del balón Adidas Telstar 18 balón utilizado en la Copa Mundial de Fútbol de 2018 celebrada en Rusia torneo ganado por la Selección de Fútbol de Francia.
El Adidas Uniforia tiene un segundo modelo del balón llamado "Uniforia Finale", y fue utilizado en las semifinales y final del certamen. A diferencia del Uniforia, este es plateado.
Es la cuarta vez que se fabrica un balón exclusivo para la final de la Eurocopa, como sucedió con las pelotas Europass Gloria en Austria - Suiza 2008, Tango 12 Finale en Polonia - Ucrania 2012 y Fracas en Francia 2016.

## Diseño
Su diseño resalta líneas negras de estilo, pinceladas que atraviesan el esférico, simbolizando la evanescencia de los límites y el cruce de fronteras como reflejo del nuevo formato transcontinental de la competición. Estos amplios trazos están intercalados con destellos de colores claros y brillantes, representando la diversidad del torneo y el encuentro de diferentes culturas.
| Predecesor: Adidas Beau Jeu | Balón oficial de la Eurocopa Adidas Uniforia 2020 | Sucesor: Adidas Fussballliebe |

- Datos: Q92450649
- Multimedia: Adidas Uniforia / Q92450649